# بازی سیندرلا
بازی سیندرلا (انگلیسی: Cinderella Game; کره‌ای: 신데렐라 게임) یک مجموعه تلویزیونی محصول کره جنوبی در سال ۲۰۲۴ با بازی نا یونگ هی، هان گرو، چوی سانگ، جی سو وون، کیم هه اوک، چوی جونگ هوان، پارک ری وون و کوان دو هیونگ است. این مجموعه دربارهٔ زنی است که توسط دشمنش بزرگ می‌شود و به مرور زمان معنای انتقام را درک کرده و بزرگ می‌شود. این مجموعه از ۲ دسامبر ۲۰۲۴، روزهای دوشنبه تا جمعه ساعت ۱۹:۵۰ (کی‌اس‌تی) از کی‌بی‌اس۲ پخش شد.

## بازیگران

### اصلی
- نا یونگ هی در نقش شین یو جین[۳]
- هان گرو در نقش گو ها نا / یون یو جین / لی ها نا[الف][۴][۵][۶]
  - کیم سو هیون در نقش جوانی ها نا[۷]
- چوی سانگ در نقش هوانگ جین گو[۴]
  - لی چون مو در نقش جوانی جین گو[۷]
- جی سو وون در نقش چوی میونگ جی[۳]
- کیم هه اوک در نقش شیم بانگ اول[۳]
- چوی جونگ هوان در نقش هان یون بوک[۳]
- پارک ری وون در نقش یون سه یونگ[۴]
  - یو ها یون در نقش جوانی سه یونگ[۷]
- کوان دو هیونگ در نقش گو جی سوک[۴]
  - گو هیون در نقش جوانی جی سوک[۷]